# Alció capgrís

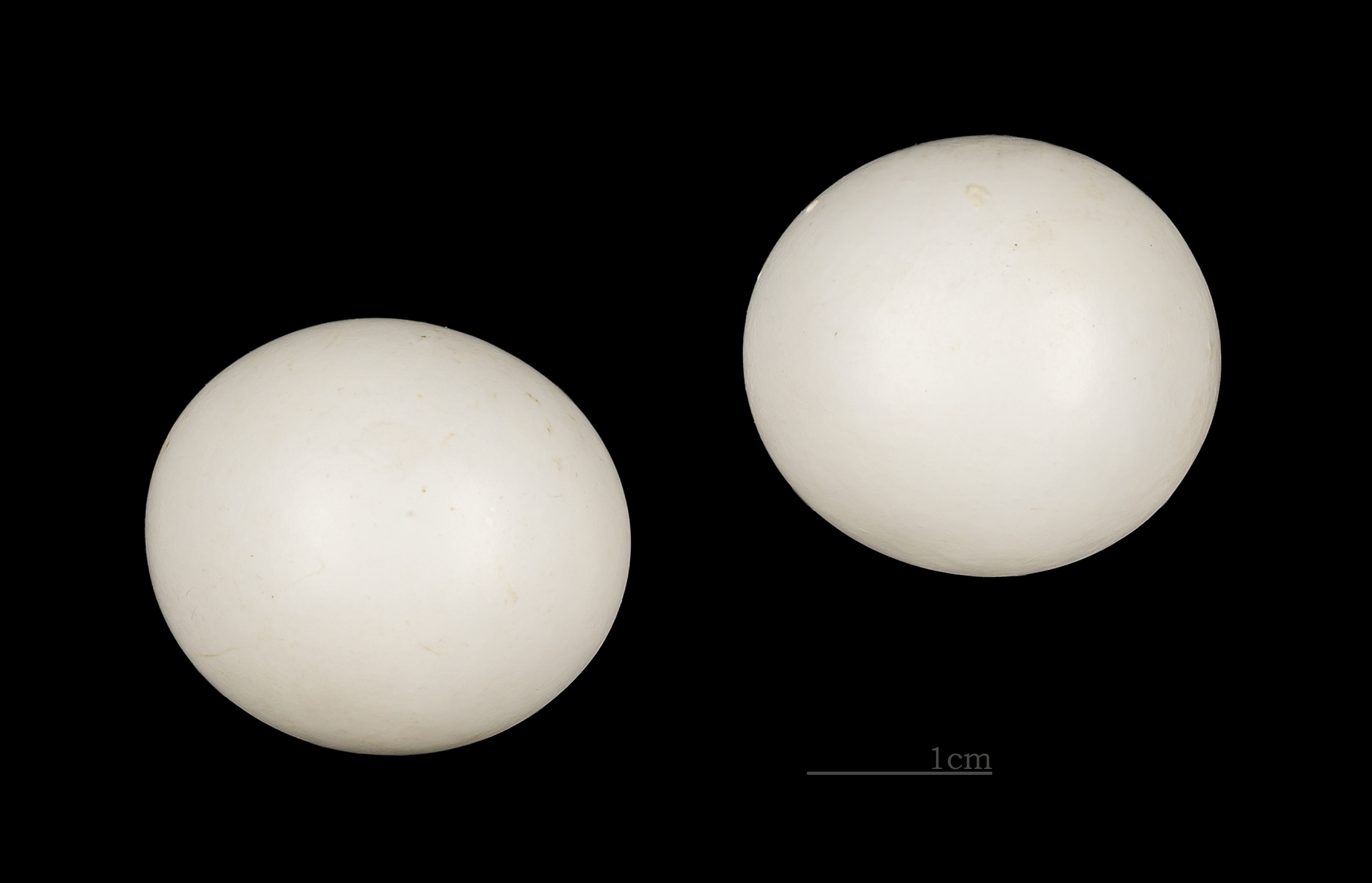
Halcyon leucocephala

L'alció capgrís (Halcyon leucocephala) és una espècie d'ocell de la família dels alcedínids (Alcedinidae) que habita corrents fluvials i aiguamolls de la major part de l'Àfrica Subsahariana i el sud-oest de la Península Aràbiga.